# Juan Francisco Bulnes
Juan Francisco Bulnes (en honor a Walumugu o Juan Francisco Bulnes, militar garífuna durante las guerras civiles de Centroamérica) es un municipio del departamento de Gracias a Dios en la República de Honduras.

## Límites
| Orientación | Límite                                   |
| ----------- | ---------------------------------------- |
| Norte       | Mar Caribe                               |
| Sur         | Municipio de Brus Laguna, Gracias a Dios |
| Este        | Municipio de Brus Laguna, Gracias a Dios |
| Oeste       | Municipio de Iriona.                     |

## Historia

### Alcaldes
| PERIODO    | ALCALDE               | PARTIDO POLÍTICO             |
| ---------- | --------------------- | ---------------------------- |
| 1998-2002  | Olegario López Róchez | Partido Liberal de Honduras  |
| 2002-2006  | José Antonio Villalta | Partido Nacional de Honduras |
| 2006-2010  | José Antonio Villalta | Partido Nacional de Honduras |
| 2010- 2014 | José Antonio Villalta | Partido Nacional de Honduras |

## División Política
Aldeas: 7 (2013)
Caseríos: 56 (2013)
| Código | Aldea                            |
| ------ | -------------------------------- |
| 090301 | Batalla (cabecera del municipio) |
| 090302 | Banaka                           |
| 090303 | Guapote Abajo                    |
| 090304 | Ibans                            |
| 090305 | Las Marías                       |
| 090306 | Palacios                         |
| 090307 | Plaplaya                         |
|        | Limonales                        |
|        | Tocamacho                        |

Los siguientes son algunos de los caseríos que se encuentran dentro de este municipio. 
| Código | Caserío      | Observación |
| ------ | ------------ | --- |
|        | Bacalar      | |
|        | Buenos Aires | |
|        | Claura 1     | |
|        | Claura 2     | |
|        | El Brans     | |
|        | Guapote      | |
|        | Jolamaya     | |
|        | La Fe        | |
|        | Piñales      | |
|        | Trujillo     | |
|        | Tranvío      | |
|        | Pueblo Nuevo | |
|        | El Brans     | por estar ubicado cerca de la presa del mismo nombre, de donde se obtiene el agua que se consume en Palacios, Batalla, Pueblo Nuevo y La Fe. Este proyecto de agua está administrado por las juntas de agua de Palacios, Batalla y Pueblo Nuevo. |